# Oscar Törnå
Oscar Emil Törnå, född 18 oktober 1842 (enligt egen uppgift 1843) i Kättilstads socken, Östergötland, död 3 juni 1894 i Stockholm, var en svensk målare, tecknare och grafiker.

## Biografi
Oscar Törnå var son till sockenskräddaren Gudmund Teurneau och Anna Maja Persdotter. Törnå blev vid 14 års ålder elev i handelslära och kom därefter i målarlära där hans konstnärliga talanger uppmärksammas. Med understöd av några inflytelserika personer i trakten kunde han från 1863 studera vid Konstakademiens principskola där han ansågs vara en av de mest lovande eleverna. Han flyttades efter ett år upp i antikskolan där han studerade landskapsmålning och modellåtergivning. Åtskilliga modellstudier och landskapsmotiv från första akademitiden finns bevarade vid konstakademien. Han medverkade i akademins elevutställning 1868 där hans målning Ekskog vid annalkande oväder inköptes av Stockholms konstförening. Med sitt tävlingsämne Nordiskt landskap vid morgonbelysning erövrade han den kungliga medaljen 1870. Han var under de sista studieåren lite rastlös och kunde inte invänta något resestipendium utan begav sig 1873 till Düsseldorf där han efter en kort tid blev skeptisk till de tyska ateljéteorierna. Törnå menade att livet var tillräckligt mångskiftande för att kunna hitta motiv, men trots detta kom i praktiken de Düsseldorfska konstidealen att påverka hans konstnärskap även om han ansåg att tiden i Tyskland var bortkastade år. För att få en möjlighet att lämna Tyskland ansökte han om akademiens resestipendium och efter att han beviljades ett stipendium på tre år reste han till Paris 1874 via den internationella konstutställningen i Bryssel. Det han såg under utställningen blev något av en uppenbarelse för honom där han såg skillnaden mellan den Düsseldorfska uppfattningen och det enkla direkta naturmåleriet som växt fram på Europas västkust. Liknande iakttagelse upplevde han även i Paris på Parissalongen och de många gallerierna han besökte, där han imponerades av Fontainebleaumålarna. Han började själv studera naturen i skiftande belysningar före solens uppgång då allt sveptes in i ett gråaktigt flor till det solbelysta med skuggbildningar och kvällsdunklet. Han gjorde naturstudier från Fontainebleauskogen, från Loings stränder och franska byar. Några av dessa studier finns i Konstakademiens ägo och tre ägs av Nationalmuseum. Den första sommaren i Frankrike var han bosatt i Montigny-sur-Loing och Marlotte där han målade franska bygator, gläntor i Fontainebleauskogen och flodernas speglingar under lummiga trädvalv. Många tavlor målades även i Grez där han blev den första svensk att hämta motiv från trakten. Senare tillkom en rad romantiska stämningsbilder från Corot och Daubigny där man kan se spår av påverkan från Alfred Wahlberg.
Vid Parissalongen 1877 medverkade han med de två landskapsskildringarna Bords du Loing och Environs de Grez-sur-Loing varav den ena tavlan såldes till Goupils konsthandel och den andra fick fina lovord av den franska konstkritikern Louis Edmond Duranty. Törnå kände efter utställningen att han nått en klar framgång i sitt måleri så under sommaren blev Grez, Marlotte och Nemours hans huvudsaklig mål för att hitta nya motiv och naturstudier. Vid detta tillfälle utförde han några av sina främsta och bästa arbeten inklusive de svenska landskapsskildringar han utförde under sin tid i Frankrike. Vid 1878 års Parissalong ställde han ut målningen La Gorge-aux-loups och några vintermotiv men framgången blev inte lika stor som föregående år. Man får beteckna åren i Frankrike som Törnås storhetstid som målare. Studier av Fontainbleaumålarna och Camille Corots arbeten släppte fram en stor skaparglädje där han känsligt kunde återge lövverkets ljusspel, grönskans färgbrus och skimret över vattenspeglarna.  
Efter sin återkomst till Sverige anordnade han en utställning med sina franska arbeten på Konstföreningens lokaler i Stockholm som enligt Olof Granberg väckte stor uppmärksamt och skulle medföra nya och friska idéer i utförandet av svenskt landskapsmåleri. Törnås tavlor var genomarbetade och utförda framför motivet ute i naturen till skillnad mot de föregående svenska landskapsmålarna som målat i ateljéer med ledning av skisser och tidigare friluftsstudier. Törnås målerirecept lydde; man tar motivet, sådant det är, och avbildar det omedelbart, sådant man ser det genom sin egen individualitets glasögon. Han recept kom senare att följas av flera av då unga svenska landskapsmålarna. Flera av hans målningar inköptes av Konstakademien för att användas som studiematerial vid dåvarande landskapsskolan. I Sverige hämtade han främst sina motiv från Stockholms skärgård, Södermanland och Östergötland där den mellansvenska naturen med sin grönska och vattendrag blev ett av favoritmotiven. Nu tillkom de kända målningarna Vårlandskap, motiv från Tullinge, Landskap med vatten och träd och Parklandskap i Medevi. Under den tid han vistades i Medevi målade han av grötlunken där de avbildade personerna var dåtidens kända personligheter. Trots att han från slutet av 1880-talet utförde ståtliga kompositioner nådde han i Sverige inte upp till samma klass som de franska målningarna. Delvis berodde det på att han inte förnyade sig i sin återgivning samtidigt som periodvis drabbades av ohälsa. Han anslöt sig till oppositionen på 1880-talet och medverkade i Opponenternas utställning 1885, men senare tog han avstånd från gruppen eftersom han ansåg att landet inte kunde hysa två stridande konstnärsläger. Förutom Opponenternas utställning medverkade han i flera utställningar på Konstakademien från 1868, Konstföreningen för södra Sveriges utställning i Malmö 1873, Norrlands konstförenings utställning i Söderhamn 1885, Konstnärsförbundets utställning i Stockholm 1886, Göteborgsutställningen 1891, Svenska konstnärernas förenings utställning i Stockholm 1892 och 1894 samt världsutställningen i Paris 1878 och de nordiska konst- och industriutställningarna i Köpenhamn 1883 och 1888 
Törnå är på Nationalmuseum representerad, förutom av de nämnda studierna, endast av ett franskt landskap från Loings stränder (högsommar med rik vegetation, 1877). Ett vårlandskap från Tullingesjön, inköpt 1879, är deponerat i Riksdagshuset. Göteborgs konstmuseum äger ett landskap från 1878, vid Östergötlands museum finns ett skogslandskap. Törnå är även representerad vid Malmö museum, Norrköpings konstmuseum, Konstakademien, Nordiska museet och Lunds universitets konstmuseum.

## Bildgalleri

Sommarlandskap från Fontainebleau (1876)
Landskap från Grèz-sur-Loing (1876)
Vårlandskap. Motiv från Tullinge i Södermanland (1879)
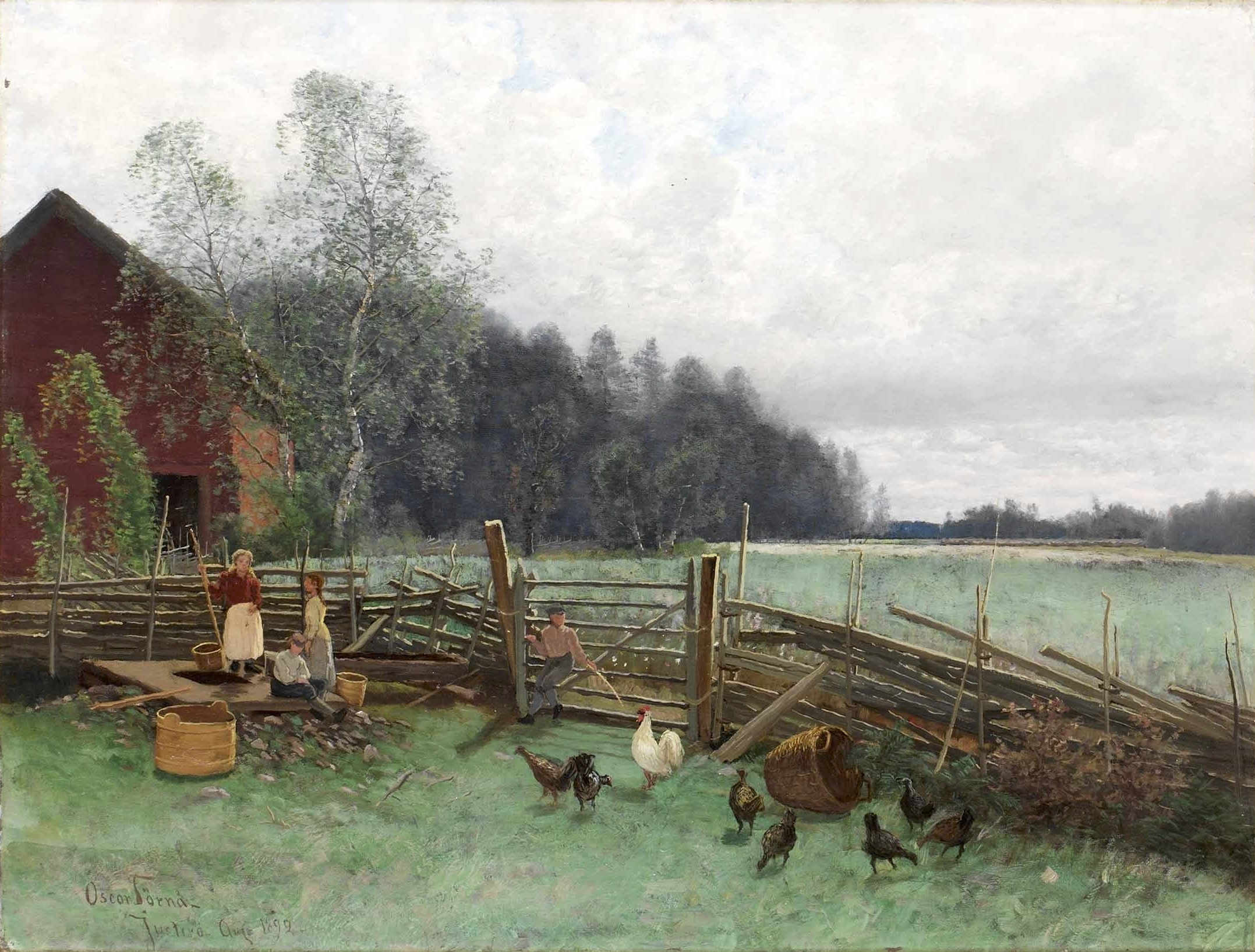
Sommarlandskap från Justerö (1892)
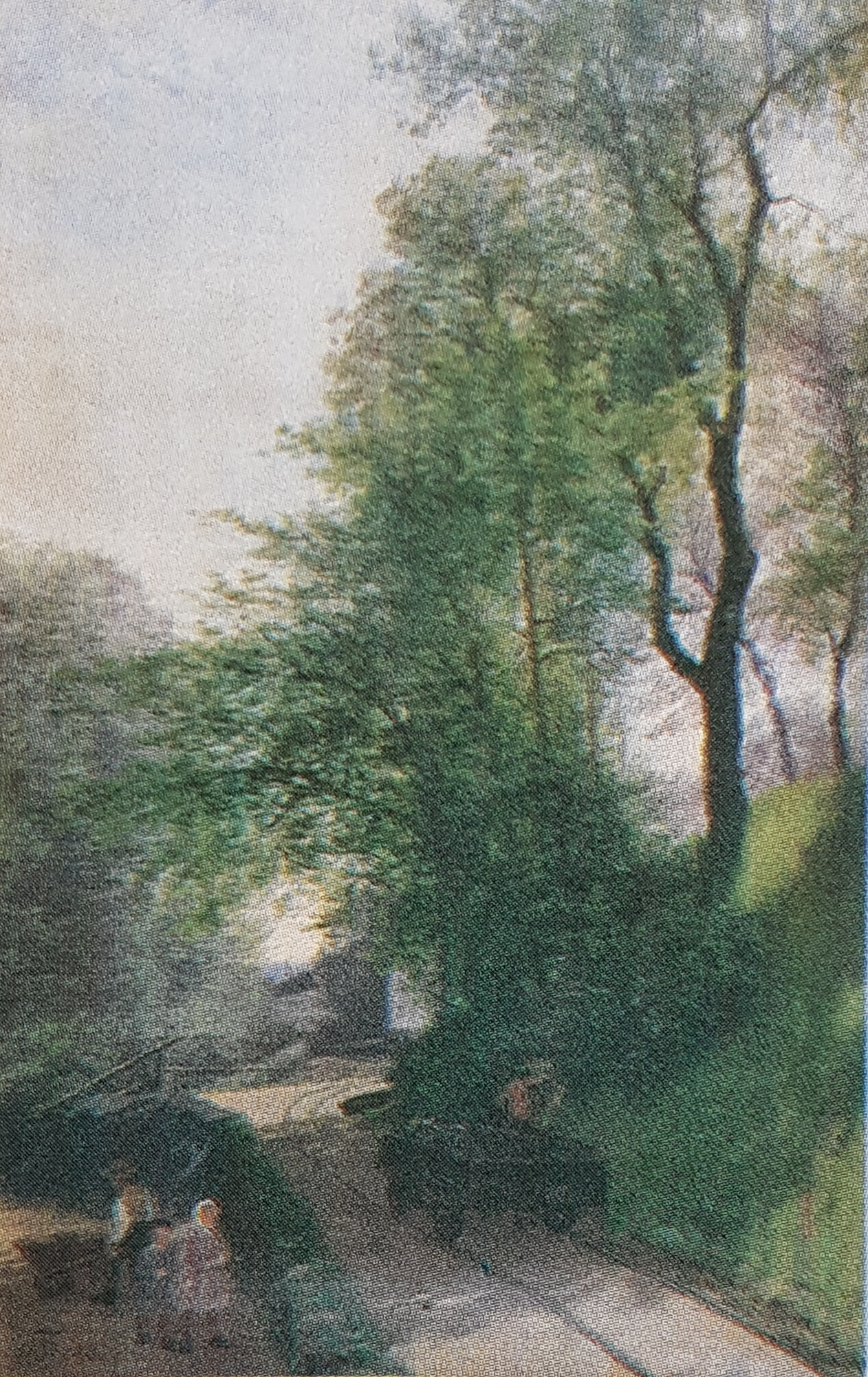
Motiv från Finspång (u. å.)
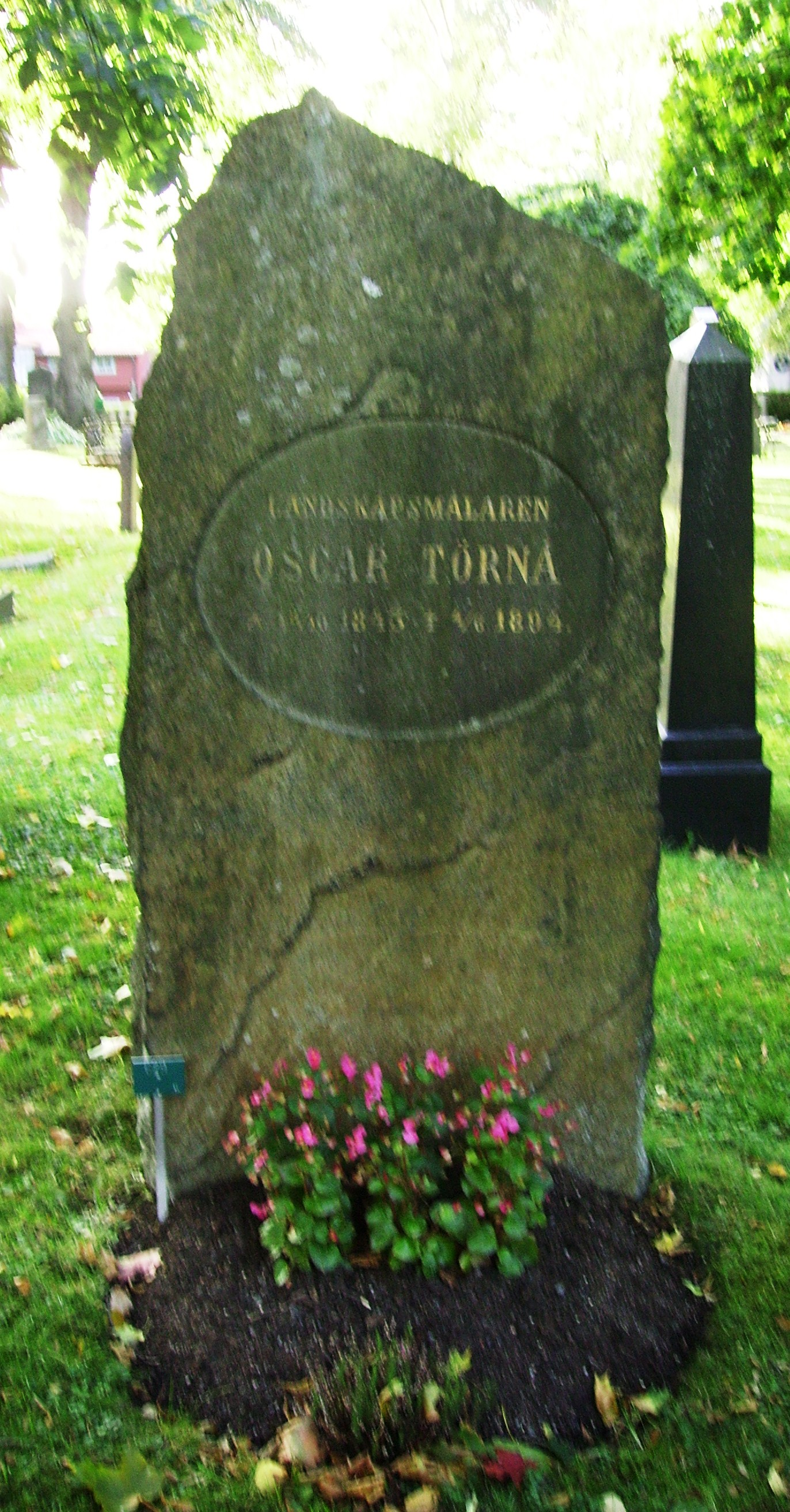
Oscar Törnås gravvård på Solna kyrkogård